# Assassin's Creed II
Assassin's Creed II è un videogioco sviluppato da Ubisoft Montréal e pubblicato da Ubisoft. Si tratta del secondo capitolo principale della saga di Assassin's Creed. È anche il primo capitolo della trilogia dedicata a Ezio Auditore.
È stato pubblicato il 17 novembre 2009 in Nord America, mentre in Europa è uscito tre giorni più tardi. Nel marzo del 2010 ne è stata realizzata una versione per Microsoft Windows. Il 14 giugno seguente è stata pubblicata l'edizione da collezione intitolata Assassin's Creed II Complete Edition.
Acclamato dalla critica, Assassin's Creed II ha reso popolare il franchise di Assassin's Creed ed è considerato uno dei migliori videogiochi mai realizzati. Ha inoltre venduto più di nove milioni di copie ed è stato premiato come miglior gioco d'azione/avventura del 2009 dagli Spike Video Game Awards e dai Golden Joystick Awards.
Nel 2010 è uscito Assassin's Creed: Brotherhood, secondo capitolo della saga di Ezio Auditore conclusasi nel 2011 con Assassin's Creed: Revelations. Nel 2016 è stata pubblicata per PlayStation 4 e Xbox One la Ezio Collection, edizione rimasterizzata di Assassin's Creed II, Brotherhood e Revelations.

## Trama
In seguito agli eventi del primo capitolo, Desmond Miles viene salvato dall'Abstergo dall'assassina sotto copertura Lucy Stillman e viene portato in un rifugio dove incontra la sua squadra, composta dallo storico e analista Shaun Hastings e dal tecnico Rebecca Crane. Questi hanno costruito un proprio Animus, che intendono usare per addestrare Desmond come assassino tramite il cosiddetto "effetto osmosi", grazie al quale potrà assimilare rapidamente le abilità del proprio antenato. Desmond rivive quindi i ricordi di Ezio Auditore da Firenze, nato in una nobile famiglia fiorentina nel 1459, in pieno Rinascimento italiano.
Nel 1476, Ezio è divenuto un giovane carismatico ma spericolato, spesso in conflitto con Vieri de' Pazzi, giovane rampollo di un'altra famiglia nobile. Suo padre Giovanni è segretamente un fidato consigliere del signore di Firenze, Lorenzo de' Medici, per conto del quale sta investigando su una presunta congiura proprio per mano dei de' Pazzi. Capendo di essere in pericolo, affida al figlio Ezio, all'oscuro di tutto, il compito di consegnare delle importanti lettere a Lorenzo de' Medici di modo da agire immediatamente contro i congiurati. Tuttavia, appena tornato a casa, Ezio scopre che suo padre Giovanni e i suoi due fratelli Federico e Petruccio sono stati arrestati e portati via, lasciando la madre e la sorella scioccate. Dopo aver sconfitto delle guardie che tentavano di ucciderlo, Ezio scala la torre di Palazzo Vecchio per raggiungere la cella dove è rinchiuso il padre, il quale lo istruisce su come procedere e lo avverte che la situazione è diventata troppo pericolosa per la famiglia Auditore. Tornato a casa, Ezio recupera l'equipaggiamento da assassino del padre e dei documenti da consegnare al più presto al Gonfaloniere di Giustizia Uberto Alberti, sperando nel suo aiuto per scagionare i familiari.
Il giorno del processo, svoltosi in Piazza della Signoria, suo padre Giovanni e i suoi due fratelli Federico e Petruccio vengono accusati di tradimento e giustiziati in piazza dal gonfaloniere Alberti, che si scopre essere corrotto e membro della congiura. Ezio si vendica uccidendo Uberto ad una mostra d'arte, per poi fuggire da Firenze con ciò che resta della sua famiglia, ovvero sua madre Maria e sua sorella Claudia, rifugiandosi nella loro villa natale a Monteriggioni, costruita dal bisnonno di Ezio, patriarca della famiglia. Lì lo zio di Ezio, Mario, gli racconta del ruolo della sua famiglia come membri della Confraternita degli Assassini e lo avvia all'addestramento come assassino.
Nei dieci anni successivi, Ezio bracca gli uomini responsabili della congiura ai danni della sua famiglia, tutti appartenenti alle famiglie dei de' Pazzi o dei Barbarigo e membri dell'Ordine Templare, nemici giurati degli assassini. Nel corso del suo viaggio Ezio conosce anche numerosi alleati, come Lorenzo de' Medici, lo statista che salva dalla Congiura dei Pazzi del 1478, l'inventore e artista Leonardo da Vinci, che lo rifornisce di nuovo equipaggiamento basandosi sulle informazioni contenute nel Codice lasciato dal leggendario assassino della Terza Crociata Altaïr Ibn-La'Ahad, e infine Caterina Sforza, la contessa di Forlì. Ezio scopre in seguito l'identità del Gran maestro templare soprannominato "lo Spagnolo" ovvero Rodrigo Borgia, a capo di tutta la congiura, che trama di impossessarsi dell'Italia unificando sotto la sua egida le più influenti famiglie della penisola. Nel 1488, Ezio si traveste da soldato incaricato di trasportare una Mela dell'Eden, misterioso artefatto rinvenuto a Cipro dai templari e menzionato dal Codice, e affronta Rodrigo, che gli rivela di voler aprire la "Cripta", un sotterraneo segreto all'interno del quale è convinto si trovi Dio in persona. Rodrigo quasi uccide Ezio, ma è costretto a fuggire abbandonando la mela in seguito all'intervento degli alleati di Ezio. Come ricompensa per il suo aiuto, Mario integra ufficialmente Ezio nella confraternita.
Nel presente, Desmond soffre i danni collaterali dell'effetto osmosi, sperimentando visioni di Altaïr. Dentro l'Animus, trova inoltre dei glifi simili a quelli lasciati nella sua cella all'Abstergo; una volta decifrati tutti e 20, questi mostrano il video di due schiavi intenti a rubare una mela e a fuggire. Il video termina con dei caratteri ASCII che formano la parola "EDEN", portando la squadra a credere che i due siano Adamo ed Eva, i primi esseri umani creati da Dio.
Con due sequenze genetiche troppo corrotte per essere accessibili (poi rese giocabili come DLC e parte integrante della storia), la squadra manda Desmond a rivivere l'ultimo ricordo, risalente al 1499. Dopo aver scoperto che la Cripta si nasconde sotto il Palazzo Papale, Ezio si infiltra nella Cappella Sistina, nel Vaticano, e affronta Rodrigo, ora Papa Alessandro VI, che combatte brandendo il Bastone papale, in realtà un altro Pezzo dell'Eden. Ezio sconfigge Rodrigo ma lo risparmia, avendo ormai superato la propria sete di vendetta che lo aveva spinto ad uccidere i congiurati. Utilizzando la Mela e il Bastone, Ezio sblocca dunque la Cripta e viene contattato da un ologramma di Minerva. Sapendo che Desmond sta ascoltando, Minerva spiega che il suo popolo, la Prima Civiltà, ha creato gli esseri umani perché li servissero, ma è stato spazzato via da un cataclisma. I sopravvissuti hanno scelto di collaborare con l'umanità, costruendo una serie di cripte per preservare la propria tecnologia ed evitare che un simile disastro possa ripetersi. Prima di svanire, dice a Desmond che solo lui ha il potere di adempiere alla "profezia", lasciando confusi sia lui che Ezio.
Nel presente, alcuni agenti dell'Abstergo guidati da Warren Vidic attaccano il nascondiglio, obbligando la squadra ad evacuare. Durante la fuga, Lucy rivela a Desmond che gli assassini hanno rilevato alcune strane anomalie nel campo geomagnetico: tra qualche mese avrà luogo un'eruzione solare, probabilmente lo stesso cataclisma che ha sterminato la Prima Civiltà. Desmond si prepara quindi a rientrare nell'Animus, dando il via agli eventi di Assassin's Creed: Brotherhood.

### La Battaglia di Forlì
Nel 1488, poco dopo aver recuperato la Mela dell'Eden da Rodrigo, Ezio si incontra con Mario, Leonardo e il mentore degli assassini Niccolò Machiavelli per discutere su come proteggere l'artefatto, decidendo infine di spedirlo da Caterina Sforza a Forlì. Tuttavia, quando Ezio e Machiavelli arrivano in città, scoprono che essa è sotto assedio da parte di un esercito di mercenari guidati da Checco e Ludovico Orsi, assoldati da Rodrigo Borgia perché trovino una mappa che li conduca alle pagine del Codice di Altaïr. Gli Orsi rapiscono i figli di Caterina per obbligarla a consegnare loro la mappa, ma Ezio riesce a salvarli uccidendo Ludovico. I rapimenti si rivelano però essere un mero diversivo per permettere a Checco di impadronirsi della Mela, che Ezio aveva lasciato in mano a Caterina. Nonostante Ezio riesca a uccidere Checco e a recuperare l'artefatto, viene gravemente ferito da una pugnalata inflittagli da un misterioso individuo vestito di nero, che si impossessa della Mela. Dopo essere stato guarito da Caterina, Ezio recupera la mappa e parte alla ricerca dell'artefatto, scoprendo dall'abate dell'abbazia vicina, Darby O'Callahan, che il ladro è Girolamo Savonarola.

### Il Falò delle Vanità
Nel 1497, dopo aver passato nove anni sulle tracce di Savonarola, Ezio lo rintraccia a Firenze, dove ha usato la Mela per prendere il controllo della città in seguito alla cacciata dei Medici. Incontratosi con Machiavelli, Ezio studia un modo per attirare Savonarola allo scoperto, assassinando i suoi nove luogotenenti, che stanno predicando per le strade della città durante il cosiddetto Falò delle vanità. Una volta uccisi tutti i luogotenenti, la folla si accanisce su Savonarola, costringendolo a uscire allo scoperto per predicare egli stesso. Non riuscendo a dissuaderli con le parole, Savonarola tenta di utilizzare la Mela, ma Ezio gliela toglie di mano, interrompendo la sua influenza sui cittadini e permettendo alla folla inferocita di portarlo via per bruciarlo vivo in Piazza della Signoria. Ezio tuttavia, fermamente convinto che nessuno meriti un fato tanto orribile, lo uccide rapidamente pugnalandolo al collo con la lama celata e appare dinnanzi alla folla incredula, affermando che ognuno è libero di scegliere la propria strada, come i suoi mentori gli hanno insegnato.

## Modalità di gioco

Schermata della versione The Ezio Collection per PlayStation 4

Il protagonista di Assassin's Creed II è un nobile fiorentino antenato di Desmond Miles di nome Ezio Auditore (il cui nome, come per Altair, significa "aquila", dal greco aetos, poi latinizzato in Aetius e quindi volgarizzato in Ezio). La trama si dipana lungo ben 23 anni, dal 1476 al 1499, in pieno Rinascimento italiano, caratterizzato dalla costante presenza di fatti e personaggi storici, come Machiavelli, Caterina Sforza e Lorenzo de Medici. Durante questo lasso di tempo il protagonista avrà una crescita sia fisica che intellettiva, passando dall'essere un adolescente impulsivo e scherzoso ad un uomo maturo e razionale: questo atteggiamento si rifletterà anche e soprattutto sulle tecniche di assassinio, che diventeranno via via meno plateali e più silenziose.
Nel corso dell'avventura è possibile vedere alcune delle ambientazioni che ospitano questo nuovo episodio: Firenze, San Gimignano, Forlì e Venezia. È comunque possibile visitare alcuni luoghi della campagna toscana e della Romagna, oltre agli Appennini e parte di Roma (nella missione finale). Ezio Auditore può spostarsi nei vari luoghi a piedi o a cavallo, mentre a Venezia ha la possibilità di nuotare nei canali (in superficie o immerso finché il suo fiato glielo permette) o spostarsi in gondola. Ezio potrà inoltre comportarsi come un piccolo podestà nella città dove sorge la villa di famiglia, Monteriggioni: spendendo i soldi guadagnati, Ezio potrà restaurare varie strutture e servizi del paese, i quali attireranno visitatori e cittadini producendo cospicui introiti (parte dei quali verranno versati al protagonista). Villa Auditore stessa, mano a mano che il paese rifiorisce, passerà dall'essere poco più di un rudere ad un vero gioiello colmo di capolavori tra cui una galleria con i quadri dei più grandi pittori del tempo.
Il sistema di combattimento è stato migliorato notevolmente, sia dal punto di vista dell'IA (seppur ancora molto deficitaria) sia dal punto di vista dell'inventario. Ezio ha infatti a disposizione un vasto arsenale che comprende armi ad una mano (spade, mazze, asce), a due mani (asce bipenni, alabarde, lance, spadoni), ferri corti (pugnali e coltelli), da lancio (pugnali volanti, bombe fumogene, proiettili) e ovviamente la lama celata, simbolo degli assassini. In questo episodio, il "nuovo Altair" porterà una versione modificata della lama, che non richiede il taglio dell'anulare per essere estratta; in seguito verrà modificata aggiungendovi una piccola scanalatura per inoculare veleno ed una rudimentale pistola, e proseguendo nella trama si potrà ottenere una seconda lama da utilizzare per colpire due bersagli contemporaneamente. Bisogna anche rimarcare la possibilità di effettuare nuove mosse, come sbeffeggiare un nemico per farlo infuriare e facilitare un contrattacco, e il sistema di cura che ripristina la salute fino ad un certo limite (oltre quello bisognerà curarsi da un medico e, se necessario, riparare l'armatura qualora troppo malconcia).

## Personaggi

### Assassini
- Desmond Miles: discendente di Ezio, rapito ed usato dall'Abstergo all'inizio di Assassin's Creed. Liberato da Lucy, fugge in un covo di Assassini e rivive le memorie di Ezio Auditore grazie all'Animus 2.0
- Lucy Stillman: assistente di Warren Vidic, Assassina sotto copertura. Aiuta Desmond a fuggire e si riunisce ad un gruppo di alleati, dove aiuta Desmond ad allenarsi per diventare un Assassino.
- Shaun Hastings: storico britannico cinico e dalla lingua pungente, Shaun indagava sull'Abstergo prima che gli Assassini lo scoprissero e gli salvassero la vita. Gestisce il Database dell'Animus e si occupa di supportare le squadre sul campo, sparse per il mondo.
- Rebecca Crane: giovane Assassina, amica di vecchia data di Lucy. Ha costruito l'Animus 2.0, da lei battezzato "Baby", dimostrando di essere capace di perfezionare il lavoro dei Templari. Rimane alla postazione ed aiuta Desmond durante le sessioni.
- Ezio Auditore da Firenze: è il protagonista del gioco. Il suo nome significa "aquila", dal latino Aetius, a sua volta derivante dal greco Aetos.
- Giovanni Auditore: è il padre di Ezio, banchiere ed Assassino sotto copertura, al servizio della Signoria Medicea. Come il figlio e Altaïr, anche il suo nome è legato all'aquila: essa infatti è il simbolo dell'evangelista Giovanni. Viene tradito e fatto giustiziare da Uberto Alberti.
- Mario Auditore: fratello maggiore di Giovanni e zio di Ezio. Mercenario, signore di Monteriggioni. Addestrerà Ezio e gli darà libero accesso alla villa. È il capo degli Assassini in Italia.
- Bartolomeo d'Alviano: famoso condottiero del Rinascimento. Viene liberato da Ezio e lo aiuterà nel liberare l'Arsenale di Venezia dai Templari. È un membro degli Assassini.
- Leonardo da Vinci: famoso genio rinascimentale. Conoscente di Maria Auditore, diventerà in breve tempo un grande amico di Ezio e un aiuto fondamentale negli anni a venire. Egli infatti creerà nuovi strumenti per l'Arsenale di Ezio basandosi sui codici di Altaïr, e sarà molto utile durante l'infiltrazione al Palazzo Ducale costruendo per l'Assassino un rudimentale aliante.
- Lorenzo de' Medici: è il sovrano della Repubblica fiorentina e il padre del mantenimento della pace nel corso del Rinascimento italiano.
- Niccolò Machiavelli: è considerato uno dei fondatori della scienza politica moderna. Si scopre essere anche lui un Assassino, molto solitario e misterioso.
- Caterina Sforza: Signora di Forlì, nota per la sua grinta e per il suo coraggio nel difendere le sue terre. Alleata della Confraternita ed amica di Ezio Auditore.
- Antonio de Magianis: è un Assassino a capo della gilda dei ladri di Venezia. Aiuterà Ezio ad assassinare Emilio Barbarigo.

### Templari
- Uberto Alberti: gonfaloniere di Firenze e famoso penalista, è divenuto famoso per il suo senso di giustizia e per aver vinto tutte le cause da lui sostenute. Prende ad odiare Lorenzo dopo la confisca di alcuni dei suoi beni per sanare un vecchio debito con la banca dei Medici, e spinto anche dalla gelosia nei confronti di Giovanni Auditore per la sua influenza sul governo di Firenze si unisce alla causa dei de' Pazzi, convincendoli a distruggere anche gli Auditore, con la scusa di rendere più debole il dominio di Lorenzo su Firenze. Non si interessa dei sogni di conquista dei Templari, ma tesse semplicemente le trame per la congiura che porterà alla distruzione della famiglia Auditore, accusata da Alberti di alto tradimento e impiccata da lui stesso. Verrà brutalmente ucciso da Ezio durante una mostra d'arte del Verrocchio.
- Vieri de' Pazzi: figlio minore di Francesco de' Pazzi, membro della seconda famiglia più illustre di Firenze, i Pazzi. A differenza di Ezio, con cui è in aperto conflitto, tende ad evitare gli scontri, lasciando ai suoi numerosi subalterni il lavoro sporco. Nonostante ciò ha un forte spirito di competitività, che lo porta a misurarsi in varie prove agonistiche (tutte truccate). Verrà ucciso da Ezio a San Gimignano.
- Francesco de' Pazzi: capostipite della famiglia Pazzi, è il proprietario della più grande banca fiorentina dopo quella dei Medici. Nobile figlio di nobili, disprezza la borghesia, e con la complicità di Rodrigo Borgia e il benestare del papa Sisto IV organizza la famosa Congiura dei Pazzi per spodestare i Medici e recuperare quell'influenza politica sulla città che la sua famiglia aveva sempre avuto prima della comparsa dei Medici. Dopo aver ucciso Giuliano de' Medici, prende possesso del Palazzo della Signoria e instaura una guerra civile. Verrà ucciso da Ezio a Firenze dopo aver inutilmente tentato la fuga, e il suo corpo impiccato sarà gettato all'esterno di Palazzo Vecchio dai sostenitori dei Medici.
- Stefano da Bagnone: sacerdote, inquisitore pontificio e membro della Congiura dei Pazzi, è divenuto famoso per essere stato uno dei più sadici e crudeli torturatori del Rinascimento. Pur essendo un uomo di chiesa dichiara apertamente di non credere per nulla in Dio, come del resto quasi tutti i Templari, avendo probabilmente visto con i suoi occhi la verità cosmica racchiusa anche nella Mela dell'Eden. Verrà ucciso da Ezio in un'abbazia nelle campagne attorno a San Gimignano.
- Francesco Salviati: arcivescovo di Pisa, detesta Lorenzo per aver ostacolato la sua nomina ad arcivescovo di Firenze, e per questo si unisce ai congiurati guidando le loro truppe all'interno della città. Dopo aver scambiato le sue vesti da Arcivescovo con quelle di un semplice contadino (che viene impiccato dalle guardie che credevano fosse Salviati), si rintanerà nella sua residenza-fortezza nelle campagne fuori San Gimignano, ed Ezio, alla guida di un manipolo di mercenari dello zio Mario, darà l'assalto all'abitazione uccidendo l'arcivescovo.
- Antonio Maffei: arciprete originario di Volterra, si unisce alla congiura per vendicare il sacco della sua città compiuto dai mercenari fiorentini. La morte uno dopo l'altro di tutti i suoi compagni, unita probabilmente al contatto coi poteri dei Frutti dell'Eden, gli faranno perdere la ragione. Ezio lo ucciderà mentre vaneggia sulla distruzione dei Medici e sul castigo divino dall'alto di una delle torri di San Gimignano.
- Bernardo Baroncelli: nobile fiorentino, aderisce alla congiura spinto dall'odio verso Lorenzo per l'esilio del cugino. Subito dopo il fallito colpo di Stato si rifugia a Costantinopoli, ma viene stanato dagli agenti fiorentini. Fuggito di prigione, verrà ucciso da Ezio nel mercato di San Gimignano.
- Jacopo de' Pazzi: patriarca della famiglia Pazzi, pur essendo un congiurato non prende attivamente parte all'aggressione contro Lorenzo e suo fratello Giuliano. A differenza dei nipoti è pavido e codardo, pronto a scappare al primo segnale di pericolo. Accusato di incompetenza, sarà ferito a morte tra le rovine di un antico teatro romano fuori San Gimignano dallo stesso Rodrigo Borgia e da Emilio Barbarigo, che oltretutto si servirà di lui per catturare Ezio. In seguito l'Assassino, liberatosi delle guardie del Borgia, metterà fine alle sue sofferenze dandogli il colpo di grazia.
- Emilio Barbarigo: membro dell'illustre famiglia dei Barbarigo, ha favorito indirettamente la Congiura dei Pazzi fornendo armi ai congiurati. Capo della corporazione dei mercanti di Venezia e fondatore della guardia veneziana, ha conquistato la propria posizione con la corruzione, le minacce e i brogli elettorali, fino a conquistare completamente il sestiere di San Polo, dove spadroneggia indisturbato tra angherie e soprusi. Tra tutti i Templari, sembra essere quello più vicino al Borgia. Uccide insieme al Borgia Jacopo de' Pazzi. Verrà ucciso da Ezio nella sua stessa residenza, il Palazzo della Seta, che diverrà in seguito il quartier generale della Gilda dei Ladri di Venezia.
- Carlo Grimaldi: membro del Consiglio dei Dieci, è uno degli uomini di fiducia del Mocenigo, nonché una delle persone più vicine al Doge di Venezia. Non gode di eccessiva stima da parte dei Barbarigo, in particolare di quella di Silvio, che lo definisce un lacchè. Riceve da Rodrigo Borgia l'incarico di uccidere il Mocenigo avvelenando il suo cibo, in modo da poterlo sostituire con un doge Templare che metta nelle mani dell'ordine la potentissima flotta veneziana. Nonostante l'ordine cercherà in tutti i modi di salvarlo cercando di convincerlo, ma alla fine è costretto a obbedire. Sarà l'omicidio più complicato da attuare. Ezio cercherà di fermarlo introducendosi nel palazzo ducale e, dopo svariati tentativi, riuscirà nell'impresa grazie alla macchina volante di Leonardo da Vinci, ma pur riuscendo ad ucciderlo non riuscirà ad impedire l'omicidio del Doge, di cui tra l'altro finirà per essere accusato.
- Marco Barbarigo: patriarca dell'illustre famiglia Barbarigo, ottiene l'investitura a doge dopo l'avvelenamento del Mocenigo ad opera di Carlo Grimaldi. Sposato con Carlotta Moro, ex moglie della sua guardia del corpo Dante Moro: Marco, che desiderava la moglie per sé, assoldò dei sicari per ucciderlo. Dante uscì dall'agguato con una grave ferita al cranio che, pur non essendo abbastanza grave da ucciderlo, gli provocò seri danni alle funzioni cerebrali, facendolo regredire ad uno stadio quasi infantile. Marco gli fece quindi firmare un atto di rinuncia al matrimonio e lo assunse come guardia del corpo. Subito dopo la nomina si rinchiude nel palazzo ducale per timore di diventare la prossima vittima di Ezio. Ne uscirà soltanto in occasione del Carnevale e verrà prontamente ucciso dall'Assassino nel bel mezzo di una grande festa in maschera con un colpo di pistola. Il suo posto sarà preso da suo fratello Agostino, alleato di Antonio.
- Silvio Barbarigo: detto "Il rosso" per i suoi abiti prettamente di questo colore, entrò in politica dopo la morte del padre. Divenne consigliere dello zio, l'assassino del padre, che fece poi assassinare da delle cortigiane. Scalò la piramdie sociale veneziana dopo aver sterminato la famiglia Soranzo, che tramava contro i Barbarigo. È un uomo scaltro e astuto, che sa sfruttare ogni situazione volgendola a proprio vantaggio. Dopo la morte del cugino Marco si rinchiude nell'Arsenale di Venezia assieme a Dante Moro, divenuto la sua guardia del corpo. Verrà ucciso da Ezio mentre cerca di salire su una nave diretta a Cipro per recuperare la Mela dell'Eden.
- Dante Moro: ex comandante della guardia cittadina di Venezia e membro della ricca e illustrissima famiglia dei Moro, era sposato con Carlotta Moro ed era l'erede di una delle più grandi fortune di Venezia. Era amico di Marco Barbarigo. Proprio lui, volendo in sposa Carlotta, decise di ucciderlo. Dante fu colpito due volte al petto e una al cranio, ma sopravvisse. La ferita lo fece però regredire ad uno stato quasi infantile; fu perseguitato da Marco che lo costrinse a dare sua moglie e a renderlo la sua guardia del corpo personale. Dopo la morte del suo padrone diventa il guardaspalle di Silvio Barbarigo. Estremamente forte e pericoloso, verrà affrontato da Ezio un paio di volte, venendo infine ucciso insieme a Silvio mentre assieme a lui cerca di imbarcarsi per Cipro.
- Ludovico e Checco Orsi: membri della famiglia Orsi, sono due pericolosi usurai. Avidi di denaro oltre ogni immaginazione, non disdegnano complotti e omicidi, e infatti vengono reclutati da Caterina Sforza per uccidere il marito Girolamo Riario, Templare e signore di Forlì. In seguito vengono assoldati dal Borgia per recuperare la Mela dell'Eden e la mappa delle Pagine del Codice nascosta nella Rocca di Rivaldino, per questo con le loro truppe attaccheranno Forlì, ma verranno entrambi uccisi da Ezio dopo aver tentato di costringere Caterina alla resa rapendo due dei suoi figli.
- Girolamo Savonarola: monaco benedettino originario di Ferrara, è un fanatico integralista che vede nell'epoca in cui vive l'incarnazione stessa della lussuria e del male. Dopo aver sottratto ad Ezio la Mela dell'Eden ritorna a Firenze, e approfittando sia dei poteri della Mela sia del vuoto di potere lasciato dalla morte di Lorenzo comincia una sistematica distruzione di quanto da lui considerato immorale e indegno. Rientrato a sua volta a Firenze Ezio uccide uno per uno i nove cittadini nobili che appoggiano il nuovo governo, riuscendo in questo modo a sollevare una rivolta popolare contro il frate. Savonarola, privato della Mela, viene travolto da una folla inferocita e trascinato davanti a Palazzo Vecchio per essere bruciato sul rogo, ma Ezio gli risparmierà quell'inutile sofferenza dandogli una rapida morte prima che le fiamme lo raggiungano.
- Rodrigo Borgia: Gran Maestro dell'ordine dei Templari, è soprannominato Lo Spagnolo per le sue origini valenciane. È convinto di essere il Profeta, colui che accedendo alla cripta nascosta nelle Grotte Vaticane farà suo il più grande potere di tutti i tempi. Già anni prima era stato quasi catturato da Giovanni Auditore, al quale era sfuggito per un vero miracolo, e dopo quell'evento ha dato il via ad una campagna di complotti che lo ha portato a dominare indirettamente, tramite alcuni suoi subalterni, alcuni dei più importanti e potenti stati italiani. Divenuto papa col nome di Alessandro VI affronterà Ezio nel faccia a faccia decisivo nella Cappella Sistina. Non riuscirà tuttavia ad accedere alla Cripta, che si aprirà invece davanti ad Ezio, il quale, comprendendo che per lui la consapevolezza di non essere il Profeta è una punizione di gran lunga peggiore della morte, deciderà di risparmiargli la vita.

## Doppiaggio
Di seguito sono riportati i doppiatori che hanno prestato la voce ai principali personaggi del videogioco:
| Nome personaggio       | Doppiatore originale | Doppiatore italiano  |
| ---------------------- | -------------------- | -------------------- |
| Ezio Auditore          | Roger Craig Smith    | Renato Novara        |
| Desmond Miles          | Nolan North          | Alessandro Rigotti   |
| Lucy Stillman          | Kristen Bell         | Beatrice Caggiula    |
| Mario Auditore         | Fred Tatasciore      | Dario Oppido         |
| Leonardo Da Vinci      | Carlos Ferro         | Ruggero Andreozzi    |
| Rodrigo Borgia         | Manuel Tadros        | Mario Scarabelli     |
| Shaun Hastings         | Danny Wallace        | Matteo Zanotti       |
| Rebecca Crane          | Eliza Schneider      | Jenny De Cesarei     |
| Soggetto 16            | Cam Clarke           | Leonardo Gajo        |
| Giovanni Auditore      | Romano Orzari        | Dario Oppido         |
| Maria Auditore         | Ellen David          | Elda Olivieri        |
| Federico Auditore      | Elias Toufexis       | Paolo De Santis      |
| Claudia Auditore       | Angela Galuppo       | Alice Bongiorni      |
| Petruccio Auditore     | Angela Galuppo       | Tommaso Sandri       |
| Duccio de Luca         | Shawn Baichoo        | Stefano Pozzi        |
| Vieri De' Pazzi        | Yuri Lowenthal       | Federico Zanandrea   |
| Cristina Vespucci      | Amber Goldfarb       | Benedetta Ponticelli |
| Uberto Alberti         | Michel Perron        | Stefano Albertini    |
| Paola                  | Claudia Ferri        | Stefania Patruno     |
| Lorenzo il Magnifico   | Alex Ivanovici       | Oliviero Cappellini  |
| Francesco de' Pazzi    | Andreas Apergis      | Marco Morellini      |
| Jacopo de' Pazzi       | Arthur Grosser       | Antonio Paiola       |
| La Volpe               | Vito DeFilippo       | Lorenzo Scattorin    |
| Stefano da Bagnone     | Tony Robinow         | Gianni Gaude         |
| Francesco Salviati     | Marcel Jeannin       | Alberto Olivero      |
| Antonio Maffei         | Shawn Baichoo        | Paolo De Santis      |
| Bernardo Baroncelli    | Tod Fennell          | Gualtiero Scola      |
| Emilio Barbarigo       | Arthur Holden        | Gianni Quillico      |
| Caterina Sforza        | Cristina Rosato      | Jolanda Granato      |
| Rosa                   | Lita Tresierra       | Loretta Di Pisa      |
| Ugo                    | Elias Toufexis       | Francesco Mei        |
| Antonio de Magianis    | Carlo Mestroni       | Diego Sabre          |
| Carlo Grimaldi         | Roc LaFortune        | Oliviero Corbetta    |
| Silvio Barbarigo       | Harry Standjofski    | Marco Pagani         |
| Marco Barbarigo        | Tony Robinow         | Pietro Ubaldi        |
| Dante Moro             | Tony Calabretta      | Alessandro Zurla     |
| Doge Giovanni Mocenigo | Ivan Freud           | Antonio Paiola       |
| Sorella Teodora        | Nadia Verrucci       | Lorella De Luca      |
| Agostino Barbarigo     |                      | Gianni Gaude         |
| Bartolomeo d'Alviano   | Alex Ivanovici       | Diego Baldoin        |
| Niccolò Machiavelli    | Shawn Baichoo        | Alessandro Lussiana  |
| Checco Orsi            | Andreas Apergis      | Alessandro Zurla     |
| Ludovico Orsi          | Gianpaolo Venuta     | Gabriele Calindri    |
| Girolamo Savonarola    | Alex Ivanovici       | Alberto Sette        |
| Minerva                | Margaret Easley      | Elda Olivieri        |
| Dott. Warren Vidic     | Phil Proctor         | Riccardo Rovatti     |
|                        |                      |                      |

## Sviluppo

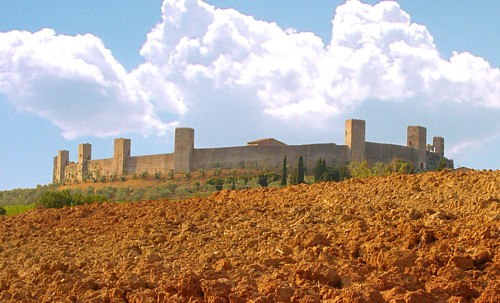
Il centro storico di Monteriggioni, uno degli insediamenti dove hanno luogo gli eventi narrati dal gioco

Nel mese di giugno 2008, Ubisoft conferma lo sviluppo di Assassin's Creed 2 e dichiara in un'intervista che il seguito del gioco non sarebbe stato pubblicato nel 2008. Parlando del lavoro di Alex Drouin, precedente addetto alle animazioni della serie Prince of Persia, e passato poi al franchise Assassin's Creed, Wilkins ha affermato che attualmente "è impegnato a rendere Altair ancora più bello", e dichiara che nel seguito ci saranno tante novità tra cui il nuovo Altair sarà in grado di nuotare. Il 26 novembre 2008, Ubisoft, durante la Conferenza Finanziaria dedicata alla prima metà dell'anno fiscale 2008-2009 conferma lo sviluppo di Assassin's Creed II.
Il 23 gennaio 2009, il CEO di Ubisoft, Yves Guillemot conferma la data di uscita: Assassin's Creed II, uscirà tra aprile 2009 e marzo 2010. Il 26 febbraio 2009 pare che sia stata mostrata, ad un gruppo ristretto di persone, una versione di un trailer che doveva essere presentato al successivo E³ di giugno. Da questo trailer sono emersi dettagli molto interessanti che si sono rivelati corretti (ambientazione a Venezia, nome del personaggio, presenza della lama celata e di una pistola).
Il 6 aprile 2009, Ubisoft ha diffuso il primo sito teaser per Assassin's Creed . In questo video vengono mostrati alcuni immagini di Leonardo da Vinci. Il 10 aprile 2009, Game Informer pubblica molti dettagli su Assassin's Creed II e arriverà il prossimo autunno o inverno su PlayStation 3, Xbox 360 e Microsoft Windows. Il 16 aprile 2009 viene pubblicato un nuovo video e Ubisoft conferma ufficialmente il gioco.
Il 1º giugno 2009 è stato mostrato un trailer di 4 minuti durante la conferenza di Ubisoft. Il 2 giugno 2009, durante la conferenza di Sony è stato mostrato il trailer ufficiale del gioco che sarà ambientato nell'Italia rinascimentale e resa nota la data d'uscita: 17 novembre 2009. Tra l'8 luglio e il 7 novembre sono stati presentati una serie di sei video-diari, dove membri del team di sviluppo parlano di alcune parti del gioco. È stato annunciato che il comico Danny Wallace darà la voce ad un nuovo personaggio nella saga dal nome "Shaun Hastings", uno storico sarcastico che assisterà Desmond. La faccia del personaggio sarà modellata su di esso. Anche l'attrice Kristen Bell ritornerà in Assassin's Creed II con il personaggio di Lucy Stillman.
Patrice Désilets, l'ideatore del gioco, ha annunciato che i contenuti della Black Edition non sono più esclusivi e che saranno pubblicati sul PlayStation Network e su Xbox Live.
Ubisoft tramite Twitter ha confermato che la versione Microsoft Windows di Assassin's Creed II sarebbe stata pubblicata nel 2010. Questa decisione venne presa per via della «maggiore quantità di tempo richiesta per garantire la massima qualità del titolo».

## Edizioni limitate
Le edizioni limitate del videogioco sono la Black Edition,, la White Edition, la Master Assassin Edition (edizione esclusiva per il Nord America) e la Game of The Year Edition.

## Contenuti scaricabili
Ubisoft ha pubblicato due contenuti aggiuntivi, la Battaglia di Forlì e il Falò della Vanità. Entrambi sono stati scaricabili dal PlayStation Network e Xbox Live per le versioni per console, mentre sono inclusi gratuitamente nella versione per PC.
Il primo DLC, la Battaglia di Forlì, è stato pubblicato il 28 gennaio 2010 e vede Ezio combattere a fianco di Caterina Sforza per liberare Forlì dai soldati del Borgia che la assediano. Questo DLC copre l'arco narrativo della sequenza 12.
Il secondo DLC, pubblicato il 18 febbraio 2010, aggiunge un nuovo quartiere (Oltrarno) a Firenze, che deve essere liberato assieme al resto della città dal pazzo Savonarola, in possesso di un Frutto dell'Eden. Questo DLC copre l'arco narrativo della sequenza 13. I due DLC non aggiungono alcun trofeo o achievement, ma risultano fondamentali se si vuole ottenere il 100% di sincronizzazione (in particolare il secondo, che oltre alla sequenza 13 fornisce al giocatore la possibilità di accedere ai tre luoghi segreti: Palazzo Medici a Firenze, Santa Maria Gloriosa dei Frari e l'Arsenale a Venezia).

## Rimasterizzazione
Il gioco fa parte, insieme ai due successivi, della Ezio Collection, la trilogia dedicata ad Ezio Auditore, approdata su PlayStation 4 e Xbox One il 17 novembre del 2016. In questa riedizione, sono state migliorate le texture dei luoghi e dei volti, è stata resa l'illuminazione più naturale e i colori più vivaci rispetto alla più cupa versione originale, ed è stata aumentata la risoluzione a i 1080p con 30 frame al secondo.

## Accoglienza

### Vendite e popolarità
Ubisoft ha annunciato che Assassin's Creed II ha venduto in tutto il mondo 9 milioni di copie.

### Critica
| Testata                           | Giudizio |
| --------------------------------- | -------- |
| Everyeye                          | 9,5/10   |
| Official PlayStation Magazine US  | 10/10    |
| PlayStation The Official Magazine | 5/5      |
| Mondo Xbox                        | 9,2/10   |
| Supereva                          | 9,5/10   |
| Eurogamer                         | 9,5/10   |
| Multiplayer                       | 9,5/10   |
| Spaziogames                       | 9,1/10   |
| Gamesnation                       | 9,6/10   |
| Games                             | 97/100   |
| GamesRadar                        | 10/10    |
| Destructoid                       | 9,7/10   |

Il gioco ha ricevuto generalmente critiche decisamente positive, in particolare su trama, grafica, giocabilità e doppiaggio, a partire dall'Official Xbox Magazine. Nonostante questo, alcune recensioni, come quella di Destructoid ha portato alla luce vari difetti, come l'impossibilità di ripetere le missioni e i volti dei personaggi secondari, non sempre realistici e ben modellati.

## Riconoscimenti
BAFTA Awards 2010: Assassin's Creed II ha ottenuto 6 nomination:
- Best action
- Best artist achievement
- Best game
- Best gameplay
- Best original score
- Best story
- Game awards of 2009

GDC Awards 2010: Assassin's Creed II è stato candidato tra i finalisti del Game Development Conference Awards 2010 ottenendo 4 candidature:
- Best game design
- Best visual art
- Best techonolgy
- Game of the year

È entrato nel Guinness World Records per aver collezionato il maggior numero di copertine su riviste del settore, uscito in 127 pubblicazioni in 32 paesi, tra l'aprile del 2009 e l'aprile 2010. Era inoltre stata proposta e rimandata una Game of the Year Collection, poi cancellata per via delle non numerose innovazioni rispetto al suo prequel.
È stato inoltre eletto dalla prestigiosa rivista  InfoTech come miglior gioco next gen nel 2012 (Ps3, Xbox360).

## Altri media

### Cortometraggio
Il 20 ottobre 2009, Ubisoft annuncia una serie di cortometraggi che saranno pubblicati su YouTube in cui forniranno dei dettagli della storia e dell'introduzione di alcuni personaggi che i giocatori incontreranno nel corso del gioco. Il cortometraggio chiamato Assassin's Creed: Lineage sarà suddiviso in tre parti ed è sviluppato da Ubisoft Digital Arts e Hybride Technologies che hanno lavorato insieme ai film 300 e Sin City. Il film racconterà le vicende del padre di Ezio, e il primo trailer è stato pubblicato il 27 ottobre 2009 su YouTube.

### Romanzo
Il 16 febbraio 2010 la Sperling & Kupfer ha pubblicato in esclusiva il libro tratto dal videogioco. Il titolo sarà Assassin's Creed - La vendetta, scritto da Oliver Bowden.
In Italia il libro ufficiale del gioco è uscito il 23 febbraio 2010 intitolato Assassin's Creed - Rinascimento.

## Sequel
Inizialmente Patrice Désilets ha rivelato che Assassin's Creed III sarebbe potuto essere ambientato durante la seconda guerra mondiale, col giocatore a vestire i panni di una donna assassina.
Il 23 ottobre 2009, Ubisoft ha confermato che già ha deciso dove sarà ambientato il terzo episodio di Assassin's Creed. Il 13 gennaio 2010, Ubisoft annuncia un nuovo capitolo di Assassin's Creed con una componente online.
Il 5 maggio 2010, Ubisoft annuncia ufficialmente Assassin's Creed: Brotherhood per PlayStation 3, Xbox 360 e Microsoft Windows. Il gioco è stato pubblicato a fine 2010 per le console citate sopra e a marzo 2011 per pc. In Brotherhood il protagonista è nuovamente Ezio Auditore da Firenze, che proseguirà le sue avventure spostandosi a Roma. Difatti l'intero gioco sarà ambientato nella città eterna, dove Ezio, diventato capo della confraternita degli Assassini, combatterà per annientare l'influenza dei Templari e dei Borgia.